# Hector Martin
Hector Martin (* 26. Dezember 1898 in Roeselare; † 9. August 1972 ebenda) war ein belgischer Radrennfahrer und nationaler Meister im Radsport.

## Sportliche Laufbahn
In der Saison 1924 startete er in der Klasse der Unabhängigen und gewann die nationale Meisterschaft im Straßenrennen. Ebenso konnte er die Flandern-Rundfahrt für Unabhängige und Brüssel–Paris für sich entscheiden. Von 1925 bis 1935 war er als Berufsfahrer aktiv, immer in französischen Radsportteams. 1927 war sein erfolgreichstes Jahr, als er zwei Etappen der Tour de France gewinnen konnte und vier Tage lang das Gelbe Trikot trug. Zudem gewann er Paris–Nantes. Viermal war er am Start der Tour, sein bestes Ergebnis war der 9. Platz 1927.
1928 gewann er das Langstreckenrennen Bordeaux-Paris, 1929 wurde er Zweiter. 1930 gewann er den Circuit du Béarn.